# Christin Ziegler
Christin Ziegler (* 13. April 1989 in Schwalmstadt-Ziegenhain) ist eine deutsche Politikerin (CDU). Sie ist seit 2024 Abgeordnete des Hessischen Landtages.

## Leben
Ziegler ist evangelisch, ledig mit Partner und seit dem 1. Januar 2024 Mutter eines Kindes.
Sie besuchte von 1996 bis 2000 die Knüllköpfchenschule Schwarzenborn (Grundschule) und von 2000 bis 2005 die Steinwaldschule Neukirchen (Integrierte Gesamtschule) wo sie den Realschulabschluss erreichte. Danach besuchte die von 2005 bis 2008 die Max-Eyth-Schule in Alsfeld (Berufliches Gymnasium) und legte dort das Abitur ab. Von 2008 bis 2011 machte sie eine Kaufmännische Ausbildung bei GLS Germany GmbH & Co. OHG in Neuenstein als Bürokauffrau und arbeitete dann bei dem gleichen Unternehmen bis Oktober 2011 als Angestellte in der Debitorenbuchhaltung. Von 2011 bis 2017 studierte sie auf Lehramt für Gymnasien (Deutsch und Politik & Wirtschaft) an der Philipps-Universität Marburg und legte dort im Mai 2017 das 1. Staatsexamen ab. Von 2017 bis 2019 war sie Pädagogische Mitarbeiterin bei der Fortbildungsakademie der Wirtschaft in Bad Hersfeld und absolvierte dann von 2019 bis 2021 das Referendariat am Schwalmgymnasium in Schwalmstadt-Treysa (Studienseminar für Gymnasien in Marburg). Im Dezember 2020 bestand sie das 2. Staatsexamen Lehramt an Gymnasien für die Fächer Deutsch und Politik & Wirtschaft und arbeitete dann seit  Februar 2021 als Lehrerin am Berufsschulcampus in Schwalmstadt-Ziegenhain.

## Politik
2006 wurde Ziegler Mitglied der Jungen Union und 2008 der CDU. Sie ist im Stadtverband Schwarzenborn stellvertretende Vorsitzende der CDU und Fraktionsvorsitzende. Auch im Kreisverband der CDU im Schwalm-Eder-Kreis ist sie stellvertretende Vorsitzende und Kreistagsmitglied.
Bei der Landtagswahl in Hessen 2023 konnte sie mit 29,6 % den Wahlkreis Schwalm-Eder II gewinnen und ist seit Januar 2024 direkt gewählte Landtagsabgeordnete im Hessischen Landtag.
Im Landtag ist Ziegler Mitglied des Kultuspolitischen Ausschusses, des Unterausschuss Justizvollzug und des Kuratoriums der Hessischen Landeszentrale für politische Bildung.